# Wei Jingsheng
Wei Jingsheng (xinès: 魏京生)  (Pequín, 20 de maig de 1950) és un dissident i activista en favor dels drets humans xinès.

## Biografia
Va néixer el 20 de maig de 1950 a la ciutat de Pequín. Després de participar com a membre de la Guàrdia Roja, mobilitzada per Mao Zedong durant la Revolució Cultural, estudià electricitat i treballà al zoològic de la capital del país.

## Activisme social
A l'ascens al poder de Deng Xiaoping, el qual va negar la revolució cultural impulsada per Zedong, Wei Jingsheng atacà la política de Xiaoping i la seva voluntat de mantenir una dictadura a la Xina reclamant els valors democràtics de la revolució cultural.
Membre i activista actiu del Moviment Democràtic de la Xina, el govern comunista de la República Popular de la Xina va exagerar la seva correspondència amb l'estranger durant la guerra sino-vietnamita de 1979, fou acusat de traïció i  reclòs en una presó, de la qual fou alliberat el 14 de setembre de 1993 en demostració per part del govern xinès de l'obertura democràtica del seu país davant la cita dels Jocs Olímpics d'Estiu de 2000. En perdre, però, l'elecció de Pequín per davant de la candidatura de Sydney (Austràlia) el govern tornà a empresonar Wei Jingsheng. Va romandre a la presó fins al 16 de novembre de 1997, sent alliberat per raons "mèdiques" i deportat als Estats Units d'Amèrica.
L'any 1994 fou guardonat amb el Premi Olof Palme i el 1996 amb el Premi Sàkharov per la Llibertat de Consciència, concedit pel Parlament Europeu.